# Revúca (řeka)
Revúca je řeka na severním Slovensku. Teče územím okresu Ružomberok. Je významným levostranným přítokem Váhu na jeho horním toku, měří 33 km a je tokem III. řádu.

## Popis toku
Pramení na liptovské straně Velké Fatry na jihovýchodním svahu vrchu Ostredok (1592 m n. m.) v nadmořské výšce přibližně 1250 m n. m. Nejprve teče východním směrem, protéká Suchou dolinou a obloukem se stáčí na severovýchod. Její bystřiny protékají obcí Liptovské Revúce a v katastrálním území obce Liptovská Osada přibírá z Nízkých Tater vedlejší přítoky Korytnicu a Lúžňanku. Od tohoto bodu tok Revúce směřuje na sever, mohutní přibíráním dalších menších přítoků z Nízkých Tater zprava a Velké Fatry zleva, mezi kterými vytváří jejich přirozenou hranici. Revúca vymodelovala Revúckou dolinu, která dosahuje délky přibližně 20 km. Po překonání velkého počtu zákrut na středním toku řeka pokračuje přes rekreační oblast Podsuchá dál na sever. Na tomto úseku se nachází vodní díla v podobě stavidel, která slouží k vodohospodářským, ale i hospodářským účelům. Jedná se hlavně o odchov pstruhů duhových v lokalitě Bohúnka. Přibližně o dva kilometry dál Revúca vtéká na území ružomberské městské části Biely Potok, kde je zřetelná souvislejší úprava koryta řeky. Po opuštění Bieleho Potoka vstupuje do Liptovské kotliny a opětovně překonává soustavu početných stavidel a kaskád přímo na území města Ružomberok, kde ústí do Váhu jako jeho levostranný přítok v nadmořské výšce cca 475 m n. m.

## Povodí Revúce podle přítoků (ve směru toku)
Revúca (P – pravostranný přítok, L – levostranný přítok)
- Lopušná (Zelený potok) L
- Šturec P
- Turecký potok L
- Hričkovský potok P
- Teplý potok L
- Skalný potok L
  - Čierny potok L
- Korytnica P
  - Barborinský potok P
  - Medokýš P
  - Patočiny P
    - Skorušovský potok L
- Lúžňanka P
  - Hlboký potok P
  - Brezový potok L
  - Ráztočná P
    - Machnatá L
    - Červený potok P

  - Banské Ľ
- Strelovec P
- Vyšný Matejkov L
- Matejkovský potok L
- Trlenský potok L

## Historie hospodářského využití
V minulosti se tok Revúce využíval na splavování dřeva, o čem svědčí i vodní dílo v podobě zadržovací přehrady v katastru obce Korytnice vedle cesty Ružomberok - Banská Bystrica. Nahromaděná voda v přehradě se nárazově vypouštěla, čímž se vytvořil dostatečně silný proud vody na splavení dřeva z Revúcké doliny až do Ružomberka, odkud se splavovalo po Váhu dál, nebo se zpracovávalo v místních papírnách. Později tuto funkci vykonávala úzkorozchodná železnice Ružomberok – Korytnica, která byla zprovozněna v roce 1908.

## Fauna
Revúca je bohatá na ryby a drobné korýše. Z ryb se nejčastěji vyskytují pstruhovité ryby jako pstruh obecný potoční a pstruh duhový, jehož chovná stanice se nachází v lokalitě Bohúnka. Kromě pstruhovitých ryb je tu bohatý výskyt hlavatky obecné a drobných rybek – jehliček. V jejím ústí se nachází významná lokace hlavatky obecné.